# Bodycount
Bodycount — видеоигра в жанре шутер от первого лица, разработанная Guildford Studio и изданная Codemasters в 2011 году для консолей Xbox 360 и PlayStation 3. Идейный продолжатель игры Black (2006), разработанного той же командой.

## Игровой процесс
Основной геймплей завязан на противостоянии главного героя с группами противников. Игрок может использовать несколько видов оружия и взрывчатки, а также наносить удары в ближнем бою. Главной особенностью игры является разрушаемое окружение. Благодаря этому, обстановка вокруг игрока постоянно меняется. Кроме того, разработчиками был заявлен уникальный искусственный интеллект противников, который адаптируется под действия игрока, каждый раз меняя модель поведения.
Многопользовательская игра доступна в соревновательном и кооперативном режиме. В первом случае игра происходит в режиме классического боя насмерть (командного или по типу «каждый сам за себя»). Кооперативный режим позволяет паре игроков отбиваться от наступающих волн противников.

## Сюжет
Главный герой игры - Джексон, бывший военный, нанятый таинственной организацией «Сеть» (англ. Network), которая занимается разрешением международных конфликтов. Герой становится участником ожесточенных военных действий, однако вскоре понимает, что за всем этим стоят конкретные люди.

## Отзывы
| Сводный рейтинг     | Сводный рейтинг | Сводный рейтинг |
| Издание             | Оценка          | Оценка          |
| Издание             | PS3             | Xbox 360        |
| ------------------- | --------------- | --------------- |
| GameRankings        | 51,56 %         | 53,98 %         |
| Metacritic          | 50/100          | 53/100          |
| Иноязычные издания  |                 |                 |
| Издание             | Оценка          | Оценка          |
| Издание             | PS3             | Xbox 360        |
| Destructoid         | N/A             | 5/10            |
| Edge                | N/A             | 4/10            |
| Eurogamer           | N/A             | 4/10            |
| Game Informer       | 5/10            | 5/10            |
| GamePro             | [ 10 ]          | [ 10 ]          |
| GameSpot            | 5,5/10          | 5,5/10          |
| GameTrailers        | N/A             | 5/10            |
| IGN                 | 6/10            | 6/10            |
| Joystiq             | N/A             | [ 13 ]          |
| OXM                 | N/A             | 6,5/10          |
| The Daily Telegraph | N/A             | [ 14 ]          |
| The Guardian        | N/A             | [ 15 ]          |

Bodycount получила «смешанные» отзывы критиков для обеих платформ в соответствие с Metacritic.
The Guardian дали игре 3 звезды из 5, отметив, что игра «не является будущим для шутеров от первого лица, но зато это весело». The Daily Telegraph дали игре 2,5 звезды из 5, дав комментарий: «Хотя игра заявляет себя как ответ на раздутые заскриптованные шутеры от первого лица, она не сможет быть больше того, чем сама является. Она кичится своими разрушаемыми окружениями, которые были лучше сделаны в Battlefield: Bad Company. Bodycount не плохая игра, она просто сбивчивая и непримечательная.» Тем не менее, The Digital Fix дали той же версии всего 4 балла из 10, назвав Bodycount «плохо продуманной, плохо сделанной и беспорядочной, которая ни веселит, ни оправдывает свою цену. Все это делалось до нее и чертовски много раз - поберегите свои деньги.»
В результате столь прохладного приема, Codemasters закрыли Guildford Studio, уволив 70 сотрудников, сократив штат своей студии на треть.